# 松永瑞方
松永 瑞方（まつなが ずいほう、1919年2月15日 - 2012年10月14日）は日本の画家。元職は陸軍兵長、絵画協会会長、北日本美術院会長、消防団分団長。本名、松永堅一（けんいち）。

## 経歴
絵画業界に参入したのは30歳の時。以後、県展に入賞。北日本美術院にて特選作受賞。絵画協会会長、北日本美術院会長として活躍。
画号は「瑞方（ずいほう）」。
「堅方」から今の「瑞方」になるまで、幾度と変更されたことがある。